# Macropsis rizali
Macropsis rizali är en insektsart som beskrevs av Baltasar Merino 1936. Macropsis rizali ingår i släktet Macropsis och familjen dvärgstritar. Inga underarter finns listade i Catalogue of Life.